# Tönt
Tönt är ett begrepp som avser en töntig person, en person som är socialt missanpassad, feg och ofta utstött ur den sociala gemenskapen. Ordet har sitt ursprung i södra Sverige och har också en motsvarighet på danska. Skådespelaren Henrik Ståhl har i sin pjäs "Henrik – en tönt" beskrivit töntens utanförskap.
Begreppet nörd har ibland uppfattats som en synonym, men nörden är oftast inte feg och är mer av eget val utanför de normala sociala cirklarna.